# Provincia de Chumbivilcas
La provincia de Chumbivilcas es una de las trece que conforman el departamento del Cuzco en el Perú. Está situada en el extremo suroeste del departamento. Limita por el norte con las provincias de Paruro y de Acomayo, por el este con las provincias de Canas y Espinar, por el sur con el departamento de Arequipa y por el oeste con el departamento de Apurímac.
En la organización territorial de la Iglesia católica, esta provincia es parte de la diócesis de Sicuani, sufragánea del Cuzco, desde 1959.

## Historia
Oficialmente, la provincia de Chumbivilcas fue creada el 21 de junio de 1825 mediante decreto del Libertador, Simón Bolívar.

## Geografía
Los ríos más importantes del área son el río Velille y el río Santo Tomás, ambos afluentes del río Apurímac.

## División administrativa
La provincia está dividida en ocho distritos:
- Santo Tomás
- Capacmarca
- Chamaca
- Colquemarca
- Livitaca
- Llusco
- Quiñota
- Velille

## Población
La provincia tiene una población de 75 585 habitantes, más de la mitad de los cuales es menor de 16 años. Existen setenta y nueve comunidades rurales. Si bien el idioma de la población es el quechua, la gran cantidad de migración urbana ha resultado en una mayor influencia del español. Por ley, las escuelas públicas dictan clases bilingües a los niños de la zona.

## Autoridades

### Regionales
- Consejeros regionales
  - 2019-2022[2]

  1. Benicio Torres Chira (El Frente Amplio por Justicia, Vida y Libertad)
  2. Nadia Liz Pallo Arotaipe (Movimiento Regional Frente Amplio)

### Municipales
- 2019-2022[2]
  - Alcaldesa: Nadia Liz Pallo Arotaipe, de El Frente Amplio por Justicia, Vida y Libertad.
  - Regidores:

  1. César Ccalluche Mendoza (El Frente Amplio por Justicia, Vida y Libertad)
  2. Crimaldo Llanllaya Chacnama (El Frente Amplio por Justicia, Vida y Libertad)
  3. Juliana Gavina Tancaillo Huamaní de Umaña (El Frente Amplio por Justicia, Vida y Libertad)
  4. Víctor Massi Pacco (El Frente Amplio por Justicia, Vida y Libertad)
  5. Nelson Chaco Huamaní(El Frente Amplio por Justicia, Vida y Libertad)
  6. Aurelia Sillcahua Ninasivincha (El Frente Amplio por Justicia, Vida y Libertad)
  7. Alipio Soncco Layme (Movimiento Regional Tawantinsuyo)
  8. Javier Carrillo Peña (Movimiento Regional Tawantinsuyo)
  9. Santiago Ganoza Gutiérrez (Movimiento Regional Tawantinsuyo)

## Festividades
- Carnavales
- Waman Marka
- Inmaculada Concepción
- Takanakuy
- Toqto
- Pelea de gallos
- Carrera de caballos